# Odd Martinsen
Odd Martinsen (* 20. Dezember 1942 in Drammen) ist ein ehemaliger norwegischer Skilangläufer. Er ist der Vater von Bente Skari.

## Werdegang
Martinsen siegte im Jahr 1962 bei den Svenska Skidspelen im Juniorenrennen über 10 km. Bei den nordischen Skiweltmeisterschaften 1966 in Oslo holte er die Bronzemedaille über 15 km und die Goldmedaille mit der Staffel. Im März 1967 wurde er beim Holmenkollen Skifestival Dritter über 50 km. Von 1967 bis 1969 gewann er dreimal in Folge bei den Svenska Skidspelen mit der Staffel. Bei den Olympischen Winterspielen 1968 in Grenoble holte er die Silbermedaille über 30 km und wurde er als Startläufer Olympiasieger mit der Staffel. Zudem errang er den 18. Platz über 50 km und den achten Platz über 15 km. Im Jahr 1969 siegte er beim Holmenkollen Skifestival über 15 km und erhielt dafür die Holmenkollen-Medaille. Bei den nordischen Skiweltmeisterschaften 1970 in Vysoké Tatry gewann er die Bronzemedaille über 30 km und die Silbermedaille über 15 km. Mit der Staffel kam er dort auf den vierten Platz. Vier Jahre später holte er bei den nordischen Skiweltmeisterschaften 1974 in Falun die Bronzemedaille mit der Staffel. Zudem errang er dort den 33. Platz über 15 km. Im Februar 1976 konnte er bei den Olympischen Winterspielen 1976 in Innsbruck nochmals den zweiten Platz belegen und damit die Silbermedaille gewinnen. In den Einzelrennen wurde er Neunter über 30 km und Achter über 15 km. Seinen letzten internationalen Auftritt hatte er bei den nordischen Skiweltmeisterschaften 1978 in Lahti. Dort kam er auf den 27. Platz über 15 km. Bei norwegischen Meisterschaften siegte er siebenmal mit der Staffel von IL i BUL (1970, 1972–1976, 1978), zweimal über 15 km (1966, 1970) und zweimal über 30 km (1969, 1971). Bei den Olympischen Winterspielen 1994 in Lillehammer war er Rennleiter der Skilanglauf-Wettbewerbe.